# Valle de los Caídos
Valle de los Caídos (eller Santa Cruz del Valle de los Caídos; dansk: De faldnes dal) er et monument rejst mellem 1940 og 1958 til minde om faldne soldater under den spanske borgerkrig. Det blev bygget af politiske fanger som slavearbejde under Franco-regimet, hvoraf mange som følge heraf mistede livet.
Monumentet blev anlagt i San Lorenzo de El Escorial, i Madrid-regionen, 60 km nord for Madrid by og ni km nord for Monasterio de El Escorial i Sierra de Guadarrama. Anlægget tilhører Patrimonio Nacional (Nationale mindesmærker). Francisco Franco bestilte byggeriet og var selv begravet der, sammen med José Antonio Primo de Rivera, grundlægger af Falangistpartiet, og 33 872 soldater fra begge sider i borgerkrigen.
Monumentet har omkring en halv million besøgende om året.

## Galleri
- Panorama
- Det 152,4 høje betonkors er det højeste kors i verden
- Krypten, San Lorenzo de El Escorial, der er sprængt ud i bjerget, er større end Peterskirken i Rom